# The Shallows – Gefahr aus der Tiefe
The Shallows – Gefahr aus der Tiefe (Originaltitel The Shallows) ist ein US-amerikanischer Tierhorrorfilm des spanischen Regisseurs Jaume Collet-Serra aus dem Jahr 2016, in dem Blake Lively die Hauptrolle verkörpert. Der Film wurde in den Vereinigten Staaten am 24. Juni 2016 von Columbia Pictures veröffentlicht. Deutscher Kinostart war am 25. August 2016.
Bei einem Budget von 17 Millionen US-Dollar spielte der Film 119,1 Millionen Dollar ein.

## Handlung
Nancy Adams reist zum Surfen an einen versteckten Strand in Mexiko, den auch ihre verstorbene Mutter einst besuchte, als sie mit Nancy schwanger war. Von Carlos, einem Einheimischen, wird sie am Strand abgesetzt. Zunächst surft Nancy mit zwei weiteren Männern, die das Wasser wenig später verlassen. Nancy legt eine Pause ein und spricht mittels Videochat mit ihrer Schwester Chloe und ihrem Vater. Aus dem Gespräch geht hervor, dass sie aufgrund des Todes der Mutter ihr Medizinstudium abgebrochen hat.
Als Nancy noch einmal mit ihrem Surfbrett hinausschwimmt, entdeckt sie den gewaltigen Kadaver eines Buckelwals. Kurze Zeit später stößt ein Weißer Hai sie vom Surfbrett, zieht sie unter Wasser und hinterlässt eine tiefe Bisswunde in ihrem Oberschenkel. Nancy rettet sich auf den Wal-Kadaver, der kurz darauf von dem Hai umgestoßen wird, wodurch Nancy gezwungen ist, zu einem aus dem Wasser ragenden Felsen zu schwimmen. Da sie viel Blut verliert, entscheidet Nancy sich, sich ihre Wunde nur mithilfe ihrer Ohrringe und Halskette selbst zuzunähen. Die beiden anderen Surfer verlassen den Strand, ohne Nancys Hilferufe zu bemerken. Sie verbringt die Nacht auf dem Felsen. Dabei leistet ihr eine verwundete, flügellahme Möwe Gesellschaft, die sie Steven Seagull nennt – ein Spiel mit dem englischen Wort Seagull für Möwe und dem Namen des Schauspielers Steven Seagal.
Am nächsten Tag wird Nancy von einem betrunkenen Einheimischen bemerkt. Dieser will aber nur ihre am Strand liegenden Sachen stehlen. Als er das im Wasser treibende Surfbrett holen will und Nancys Warnungen ignoriert, wird er von dem Hai attackiert und getötet. Ein paar Stunden später treffen die beiden Surfer vom Vortag ein, die der Hai ebenfalls tötet. Nancy gelingt es, die GoPro-Helmkamera von einem der Surfer aus dem Wasser zu fischen, auf der sie eine Nachricht für ihre Familie hinterlässt.
Als die Flut eintrifft, ist Nancy klar, dass das Wasser den Felsen bald überspülen wird. Sie renkt der Möwe den ausgekugelten Flügel wieder ein, setzt sie auf ein Bruchstück des Surfboards und stößt es in Richtung Küste. Während der Hai durch Quallen abgelenkt ist, schwimmt sie zu einer nahen Boje, die sie knapp vor dem Raubfisch erreicht. Hier findet sie eine Signalpistole, mit der sie mehrere Schüsse abgibt, um ein entferntes Schiff auf sich aufmerksam zu machen. Ihr Notsignal wird jedoch  nicht bemerkt. Der Hai nähert sich der Boje. Nancy schießt mit einer Signalpatrone auf das Tier, was dieses indes nicht davon abhält, die Boje zu attackieren. Dabei reißen nach und nach die Ketten, mit denen die Boje auf dem Meeresboden verankert ist. Nancy hält sich an der letzten verbliebenen Kette fest. Als diese reißt, wird sie von ihr mit großer Geschwindigkeit auf den Meeresboden gezogen, während ihr der Hai folgt. Im letzten Moment lässt Nancy die Kette los und dreht ab. Der Hai wird auf den Verankerungsstangen der Boje aufgespießt. Nancy verschwindet in einer dunklen Wolke mehrere Meter unter der Wasseroberfläche, ihr Schicksal bleibt zunächst unklar. 
Am Strand findet ein einheimischer Junge die Helmkamera. Er bringt sie zu seinem Vater, bei dem es sich, wie sich herausstellt, um Carlos handelt. Carlos findet Nancy leblos im Wasser treibend und schafft es, sie wiederzubeleben. Auch Steven Seagull hat den Strand erreicht.
Ein Jahr später: Nancy hat ihr Medizinstudium erfolgreich abgeschlossen und verbringt mit ihrer Schwester Chloe und ihrem Vater einen Surfurlaub in Galveston. Ihr Vater sagt ihr, dass ihre Mutter stolz auf sie wäre. Chloe fragt, ob sie jemals so gut sein werde wie Nancy, woraufhin diese scherzend meint, sicher nicht.

## Dreharbeiten
Bei dem in der Filmgeschichte in Mexiko liegenden Strand mit dem geheimnisvollen Namen handelt es sich in Wirklichkeit um Neds Beach auf der zu Australien gehörenden Lord-Howe-Insel im Pazifik.

## Rezeption
The Shallows – Gefahr aus der Tiefe erhielt gemischte, aber überwiegend positive Kritiken.
Christoph Petersen von Filmstarts kritisierte zwar die verwirrenden Zeitangaben und Countdowns im Film, beurteilte ihn aber abschließend positiv als „simplen, aber effektiven Survival-Reißer mit einer hervorragenden Hauptdarstellerin“.
Tobias Heidemann urteilte auf Giga.de eher zwiegespalten und vergab 6 von 10 Punkten: „Die erhoffte Reanimation eines zur Farce verkommenden Genres ist er nicht. Ein packender Survival-Thriller mit einer brillant aufspielenden Hauptdarstellerin leider auch nicht. Trotzdem rechtfertigen die langsam anziehende Spannungskurve und die unberechenbar platzierten Schockmomente durchaus einen Kinobesuch. Allerdings auch nur wenn man ein Herz für (Edel)-Trash und den Trailer noch nicht gesehen hat. Mehr als das dort Gezeigte hat ‚The Shallows‘ nämlich nicht zu bieten! Von dem lächerlich überzogenen Mini-Finale einmal abgesehen.“
Auf Moviejones.de erhielt der Film 3 von 5 Punkten. Kritisiert wird zwar Jaume Collet-Serra, der sich zu sehr auf die Hauptdarstellerin verlasse, statt auf ein gutes Drehbuch zu setzen, jedoch sei The Shallows allemal „ein Kinospaß in seinen Dimensionen“.
Auf Rotten Tomatoes erreicht der Horrorfilm 78 % auf dem Tomatometer und erhielt eine durchschnittliche Bewertung von 3,4 von 5 Punkten vom Publikum.